# Психологический портрет
Психологический портрет — направление в фотоискусстве, разновидность портретного жанра в фотографии. Подобный портрет призван показать глубину внутреннего мира и переживаний человека, отразить полноту его личности, запечатлеть в мгновении бесконечное движение человеческих чувств и действий.

## Истоки
Истоки психологического портрета в фотографии лежат в изобразительном искусстве, где важнейшим условием портретности является не только внешнее индивидуальное сходство изображения с портретируемым, но и глубокое, правдивое раскрытие духовного мира и характера конкретного человека как представителя определённой исторической эпохи, национальности, социальной среды.
Образцом для фотографов тут служат живописные портреты таких известных художников как Ренуар, Рембрандт и др.

## Начало

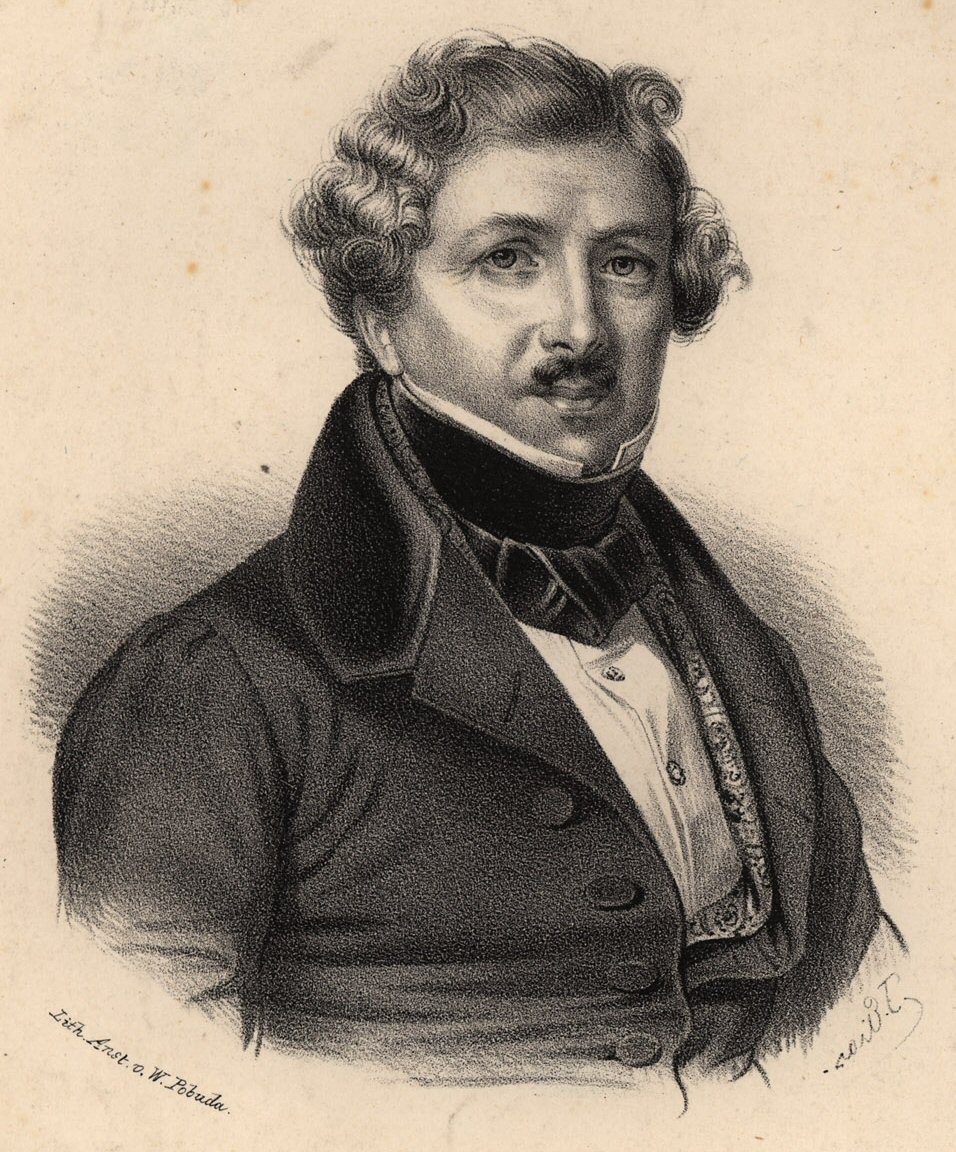

Один из изобретателей фотографии Л. Ж. М. Дагер был художником, и первые его фотографические снимки (дагеротипы) создавались в русле традиционных для живописи жанров пейзажа, натюрморта и портрета.

## Основоположники
Среди основоположников направления психологического портрета в фотографии:
- Надар, создавший многочисленные портреты своих современников;
- Джулия Маргарет Камерон, которая в своих работах стремилась к передаче внутреннего облика человека средствами светописи;
- Альфред Стиглиц, часто меняющий технику исполнения для более точной передачи характера в портрете;
- Ман Рей, заставивший классические правила фотокомпозиции зазвучать на новый лад;
- Зандер, создавший фотографический портрет немецкого народа, а также снявший все важнейшие социальные типы и всех знаменитостей своей эпохи;
- Моисей Наппельбаум (Moisey Nappelbaum), создавший собственную, только ему присущую творческую манеру исполнения студийного фотопортрета;
- Ричард Аведон, снявший всеобъемлющий собирательный портрет деятелей искусства, моды и политики XX века;
- Арнольд Ньюман;
- Анри Картье-Брессон;
- Хельмут Ньютон;
- Ирвин Пенн;
- Роберт Мэпплторп;
- Питер Линдберг.

Для фотографа психологический портрет — достаточно сложная задача. Большинство людей, позируя, испытывают дискомфорт. Расположить к себе портретируемого, помочь ему расслабиться и раскрыть свои характерные черты — талант. Фотохудожнику приходится в совершенстве владеть не только профессиональными знаниями в области фотографии, но также и даром интересного собеседника, навыками психолога. Именно благодаря творчеству таких фотографов и были сформированы принципы, на которых базируется современный психологический портрет.

## Современники
В фотографии психологический портрет всегда использовался для более глубокого, нежели в традиционном портрете, раскрытия личности портретируемого. Это особенно ярко проявляется в портретах известных людей: актёров, музыкантов и политиков, внешность которых известна всем, но внутренний мир всегда остаётся в тени. Раскрыть его — это и есть основная задача фотографа, работающего в жанре «психологического портрета». Ведь именно через психологические портреты известных людей авторам и удаётся нарисовать психологический портрет своего поколения.
Среди современных мировых фотографов, снимающих психологические портреты известных персон можно отметить:
- Э. Дж. Кэмп (E.J.Camp) — известные психологические портреты: Джордж Клуни (актёр и режиссёр), Джоди Фостер (актриса), Сэмюэл Л. Джексон (актёр), Кэвин Спейси (актёр);
- Теренс Донован (Terence Donovan) — известные психологические портреты: Джулии Кристи (актриса), Маргарет Тэтчер (политик), Клаудия Шиффер (актриса), Софии Лорен (актриса);
- Эндрю Экклз (Andrew Eccles) — известные психологические портреты: Стив Мартин (актёр), Робин Уильямс (актёр кино и эстрады);
- Грег Горман (Greg Gorman) — известные психологические портреты: Харрисон Форд (актёр), Доналд Сазерленд (актёр), Филипп Джонсон (архитектор), Сара Фостер (актриса);
- Наддав Кандер (Nadav Kander) — психологические портреты: Бенисио Дель Торо (актёр), Дэвид Бекхэм (футболист), Кристофер Ли (актёр);
- Юсуф Карш — известные психологические портреты: Джон Кеннеди (политик), Одри Хепбёрн (актриса), Альберт Эйнштейн (учёный), Фидель Кастро (политик);
- Шерил Нилдс (Sheryl Nields) — известные психологические портреты: Хизер Грэм (актриса), Мила Йовович (актриса);
- Фрэнк Окенфелс III (Frank Ockenfels III) — известные психологические портреты: Дэвид Боуи (рок-звезда), Джулиан Мур (актриса), Бенджамин Брат (актёр);
- Нейджл Пэрри (Nigel Parry) — известные психологические портреты: Ричард Харрис (актёр), Арнольд Шварценеггер (актёр и политик), Кондолиза Райс (политик);
- Рэнкин — известные психологические портреты: Мэрлиин Мэнсон (певец), Мадонна (певица и актриса), Дэвид Боуи (рок-звезда), Джуд Лоу (актёр), Боно (певец), королева Елизавета II, Робби Уильямс (певец);
- Салли Соамс (Sally Soames) — известные психологические портреты: Рудольф Нуреев (артист балета), Рут Рэнделл (писательница), Роберт Стивенс (актёр), Михаил Горбачёв (политик);
- Рэнди Сент-Николас (Randy St. Nicholas) — известные психологические портреты: Джекоб Дилан (музыкант), Ким Бейсинджер (актриса), Род Стюард (певец);
- Джим Райт — известные психологические портреты: Денис Куэйд (актёр), Эллина Кутберт (актриса).

Авторы, развивающие направление серий портретов сегодня:
- Платон — известен яркими сериями портретов известных политиков, музыкантов, актёров и писателей для ведущих западных журналов;
- Антон Корбейн — несколько серий психологических портретов рок-музыкантов;
- Андржей Драган (Andrzej Dragan) — известная серия, в которую вошли портреты: Дэвид Линч, Мадс Миккельсон и другие.